# 2. Sinfonie (Chatschaturjan)
Die Sinfonie Nr. 2 in e-Moll (komponiert 1943, Schlusssatz umgearbeitet 1944) ist die größtangelegte der drei Sinfonien von Aram Chatschaturjan.
Wie auch Schostakowitschs Siebente und Prokofjews Fünfte fungierte sie als patriotisch-heroische, sowjetische „Kriegssinfonie“. Im Gegensatz zu den beiden anderen Sinfonien Chatschaturjans besitzt sie daher eine klassische viersätzige Struktur und eine leicht verständliche, fast programmatisch-didaktische Sprache, der im Allgemeinen der Humor und die Originalität der Ersten Sinfonie abgeht. Obgleich sich das Werk in erster Linie durch sein Pathos auszeichnet, besitzt es jedoch meisterhafte Züge in seinem rhythmischen und klanglichen Zuschnitt.
Die Sinfonie verdankt ihren offiziösen Beinamen „Glockensinfonie“ den markanten, dissonanten Eröffnungstakten, die an einigen Stellen des Kopfsatzes sowie am Ende des Finalsatzes zurückkehren.
Die Komposition entstand grundsätzlich im Auftrage von Stalin, der Chatschaturjan 1942 bat, das russische Volk auf den unmittelbar bevorstehenden Krieg und die damit verbundenen Entbehrungen vorzubereiten, sie darin zu begleiten und ihnen zugleich Hoffnung auf ein Weiterleben nach Überwindung dieser Katastrophe zu geben.
Da der Krieg während Entstehung der Sinfonie bereits weite Teile der russischen Bevölkerung erreicht hatte, war Chatschaturjan stark von dem Geschehen beeinflusst, was sich in seinen Interpretationen von Schlachtenlärm, leisen Passagen unsicherer Ruhe und gelegentlicher Euphorie niederschlägt.
Die der dystopischen Stimmung geschuldete Wahl der Akkorde wird meist in düsteren Septimen dargestellt,
die sich jedoch zuweilen euphorisch und frei öffnen.
Die verletzlich klingende Oboe im Mittelteil übernimmt dabei den leisen Part des Volkes, sich aufzulehnen, zugleich zu resignieren, und bildet seine schicksalsergeben traurige Stimmung ab.
Dabei ist zu beachten, dass der Krieg zur Entstehungszeit des Werkes keinesfalls entschieden, sondern erst im Beginn begriffen war.
Der heroisch klingende Schlusssatz nimmt somit den Sieg in leiser Ahnung vorweg.
Den Melodiestrukturen legte Chatschaturjan folkloristische Musik aus seiner armenischen Heimat zugrunde.
Es existiert eine bemerkenswerte Aufnahme der Symphonie aus dem Jahre 1958, die vom London Symphonic Orchestra eingespielt und von Chatschaturjan dirigiert wurde. Sie ist in (damals völlig neuer) Stereotechnik und von so verblüffender Qualität,
dass selbst die Klappen der Oboen und das Notenumblättern in den hinteren Reihen des Orchesters hörbar sind.
Das Werk besteht aus vier Sätzen. Die Gesamtdauer beträgt etwa 53 Minuten.
1. Andante maestoso
2. Allegro risoluto
3. Andante sostenuto
4. Andante mosso – Allegro sostenuto. Maestoso